# Philip Köster

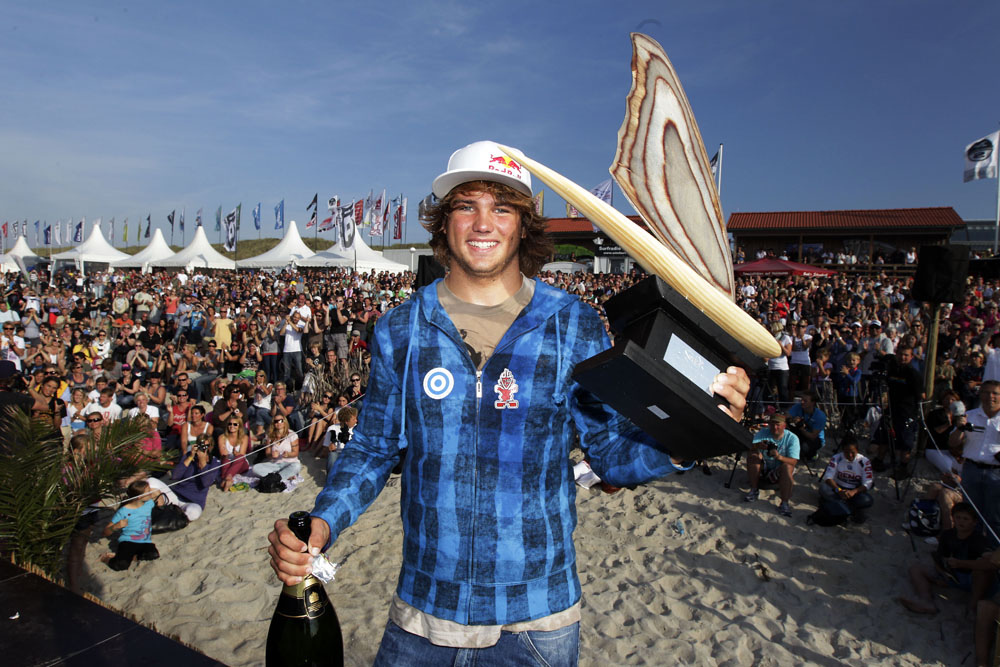
Nach der Siegerehrung als PWA-Waveriding-Weltmeister beim Windsurf World Cup Sylt, 2011

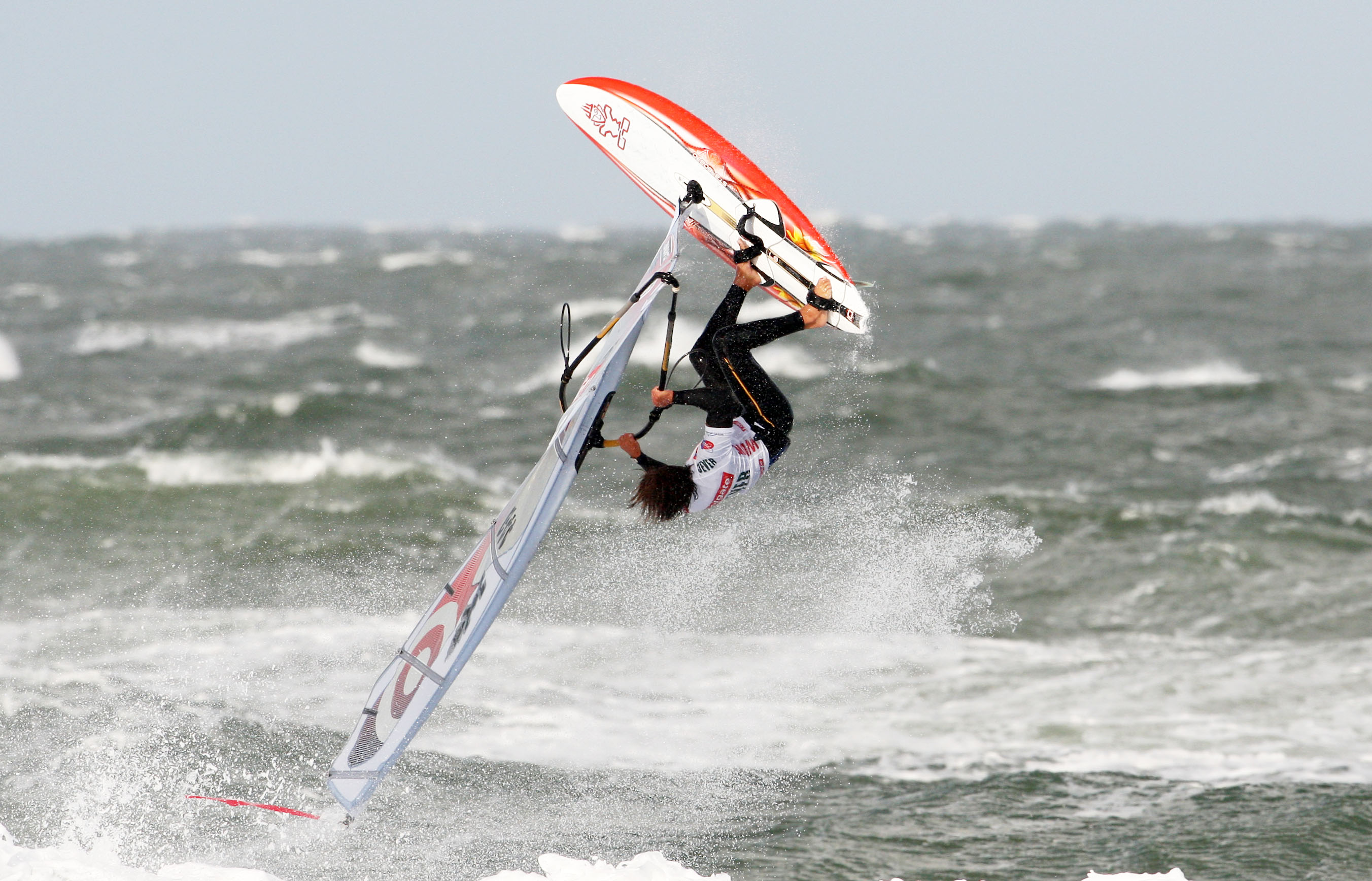
Vor Westerland, Windsurf World Cup Sylt, 2009

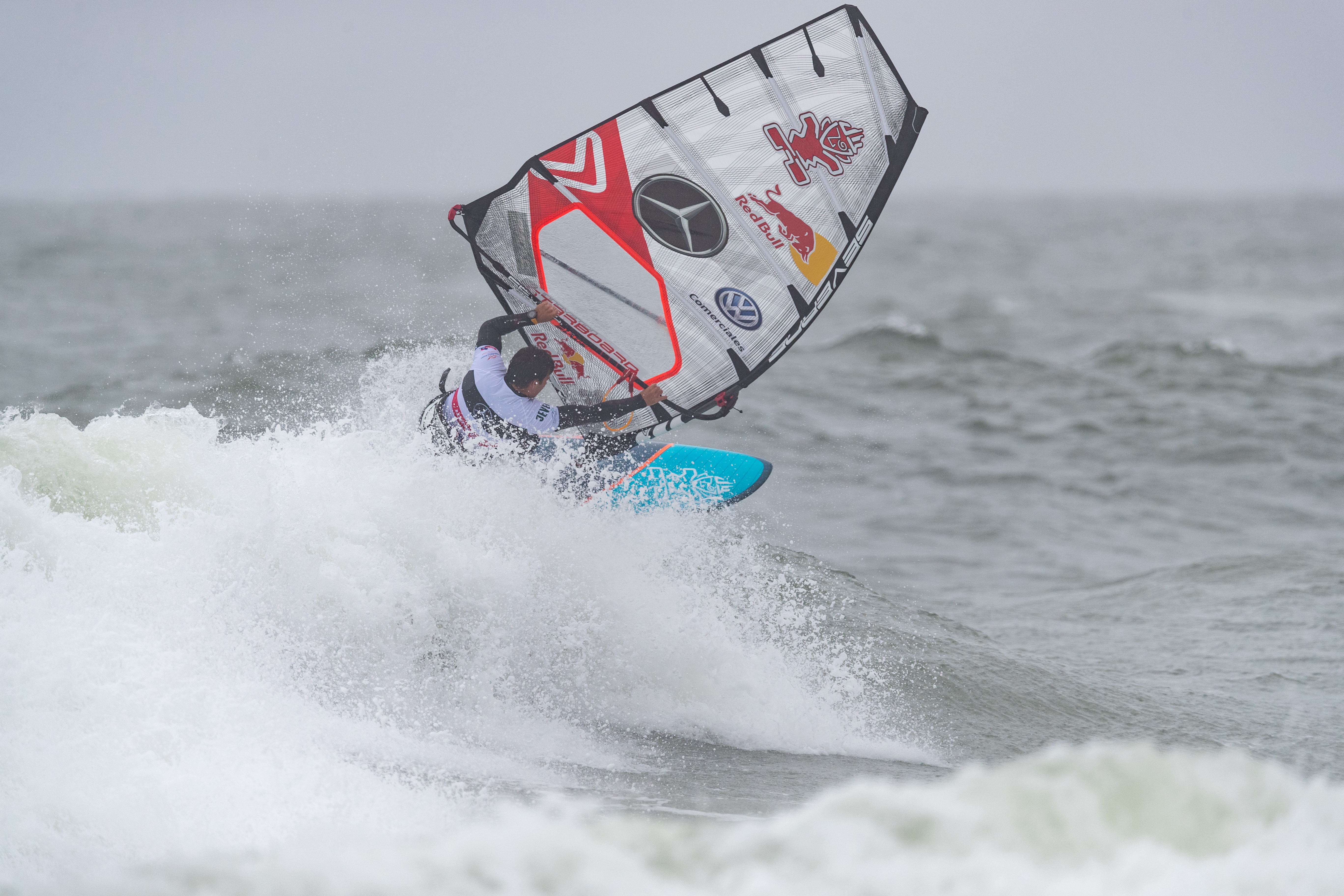
Köster beim Windsurf World Cup Sylt, 2019

Philip Köster (* 5. März 1994 in Las Palmas de Gran Canaria) ist der erste deutsche Windsurf-Weltmeister in der Disziplin „Wellenreiten“. Er verwendet die Segelnummer G-44.

## Leben
1980 zogen seine aus Hamburg stammenden Eltern nach Playa de Vargas auf Gran Canaria und eröffneten eine Surfschule. 
Köster wuchs keine 100 Meter vom Meer entfernt auf und begann als Achtjähriger mit dem Windsurfen. Im September 2016 erlitt Köster beim Training einen Kreuzbandriss, Innenbandanriss und einen Meniskusschaden im rechten Knie. Mit 4101 Punkten und 99 Punkten Abstand zum Führenden auf Platz 2 der Gesamtwertung der PWA-Tour liegend, war eine Titelverteidigung ausgeschlossen. Er ist verheiratet und Vater zweier Töchter.

## Erfolge
Philip Köster wurde zweimal Kanaren-Meister über 50 Meter Schmetterling, ehe er sich auf das Windsurfen konzentrierte.
2005 wurde er Kanarischer Meister in der Windsurf-Disziplin Wellenreiten (Waveriding). Dabei werden sowohl Sprünge über die Wellen, als auch das Abreiten der Wellen durch Kampfrichter bewertet. 2006 bestritt er seinen ersten PWA-Weltcup. Die PWA wählte Köster 2008 zum Rookie of the Year. 2009 beendete er die Schule und wurde Profi-Windsurfer. Im gleichen Jahr gewann Köster seinen ersten Weltcup und mit 18 Metern gelang ihm der höchste Sprung der Windsurfgeschichte.
In den Jahren 2009 und 2010 wurde er vom Surf-Magazin als „Surfer of the Year“ ausgezeichnet. 2010 erreichte er den dritten Platz in der Disziplin Wellenreiten in der Weltmeisterschafts-Wertung der PWA.
2011 wurde Köster im Alter von 17 Jahren Windsurf-Weltmeister in der Disziplin „Waveriding“ und damit nach Robby Naish der zweitjüngste Champion. Im September desselben Jahres konnte er den vorletzten Weltcup der Saison im dänischen Klitmøller gewinnen und lag damit schon vor dem Saisonabschluss beim Windsurf World Cup Sylt uneinholbar auf Platz eins. Den Titel konnte er im Jahr 2012, ebenfalls bereits beim PWA Wave World Cup Klitmøller, verteidigen. Köster gewann im Anschluss auch den Windsurf World Cup Sylt 2012. Nach zwei von Verletzungen geprägten Jahren gewann Köster 2015 beim letzten Event der Tour in Hoʻokipa seinen dritten WM-Titel. Gut 12 Monate nach einer schweren Knieverletzung gelang ihm 2017 mit dem 4. WM-Titel das Comeback an die Weltspitze der Profi-Windsurfer.

### World Cup Wertungen
| Saison | Wave  | Wave   |
| Saison | Platz | Punkte |
| ------ | ----- | ------ |
| 2008   | 23.   | 3.112  |
| 2009   | 28.   | 2.100  |
| 2010   | 3.    | 4.002  |
| 2011   | 1.    | 6.300  |
| 2012   | 1.    | 6.300  |
| 2013   | 6.    | 5.294  |
| 2014   | 7.    | 7.395  |
| 2015   | 1.    | 6.234  |
| 2016   | 26.   | 4.101  |
| 2017   | 1.    | 2.980  |
| 2018   | 3.    | 21.655 |
| 2019   | 1.    | 28.276 |
| 2022   | 2.    | 21.968 |
| 2023   | 8.    | 18.781 |
| 2024   | 6.    | 23595  |

### Auszeichnungen (Auszug)
- 2008 PWA Rookie of the year
- 2009–2013 Surfer of the year, Surf-Magazin, Deutschland
- 2011 Nominierung für den Laureus World Sports Awards[12]
- 2011 GQ – Gentlemen’s Quarterly Men Of The Year[13]
- 2017 Surfer of the Year, Surf-Magazin[14]